# Baczkamadarasi Kis Gergely Református Kollégium
A székelyudvarhelyi református kollégium a város főterén épült föl 1780 és 1781 között két részre osztva az egykori Piacteret: az Alsó-Piactérre (az egykori Batthyány térre, a mai Szabadság térre) és a Felső-Piactérre (az egykori Deák térre, a későbbi Gabonapiacra avagy a Patkóra, a mai Márton Áron térre). A kollégium építtetője Backamadarasi Kiss Gergely (1737–1787), a neves rektor-professzor volt, akinek KG monogramja a főtéri református templom nyugatra néző cserépfedelén olvasható az 1781-es évszám kíséretében.

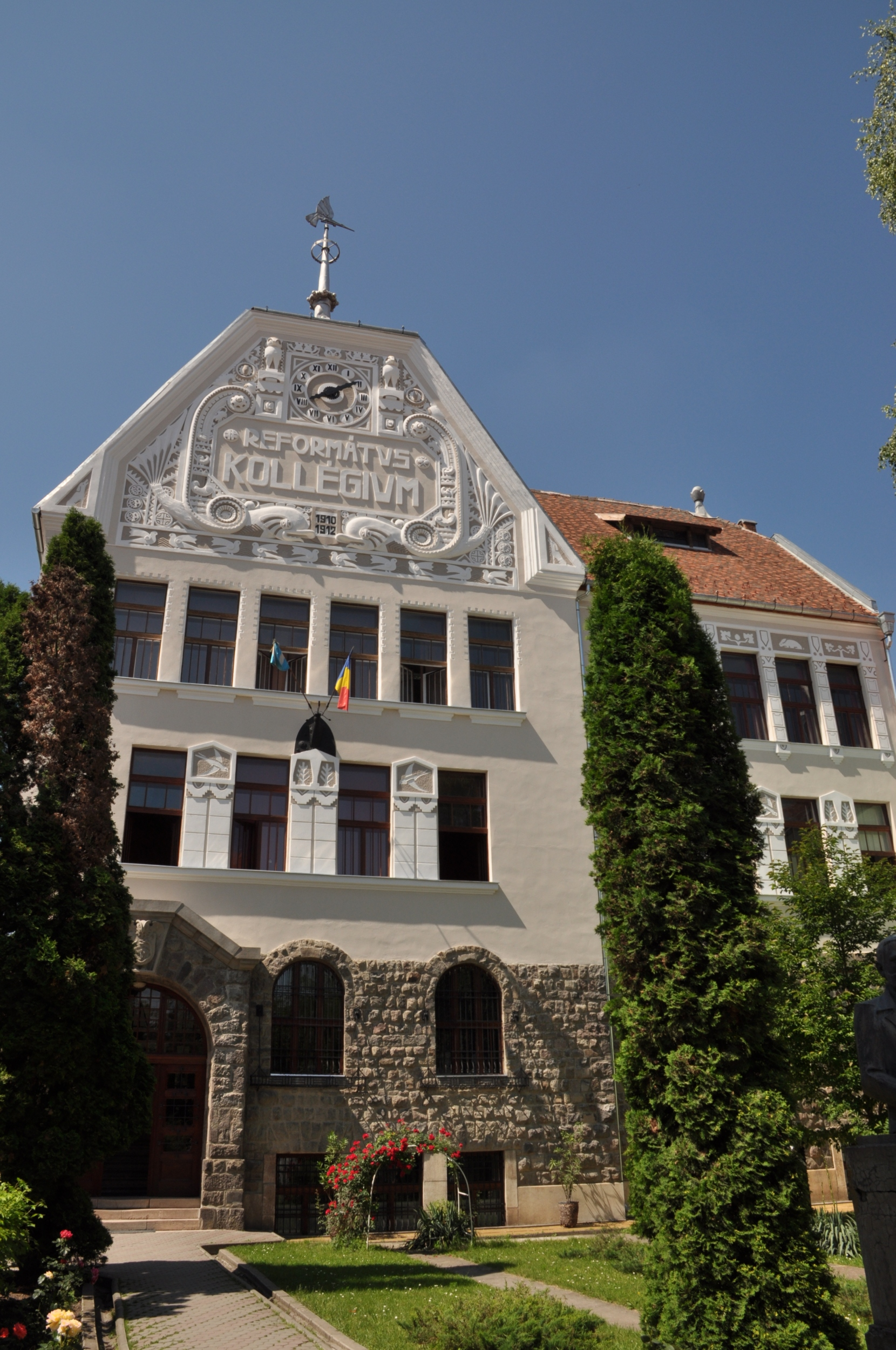
Új kollégium bejárati homlokzata

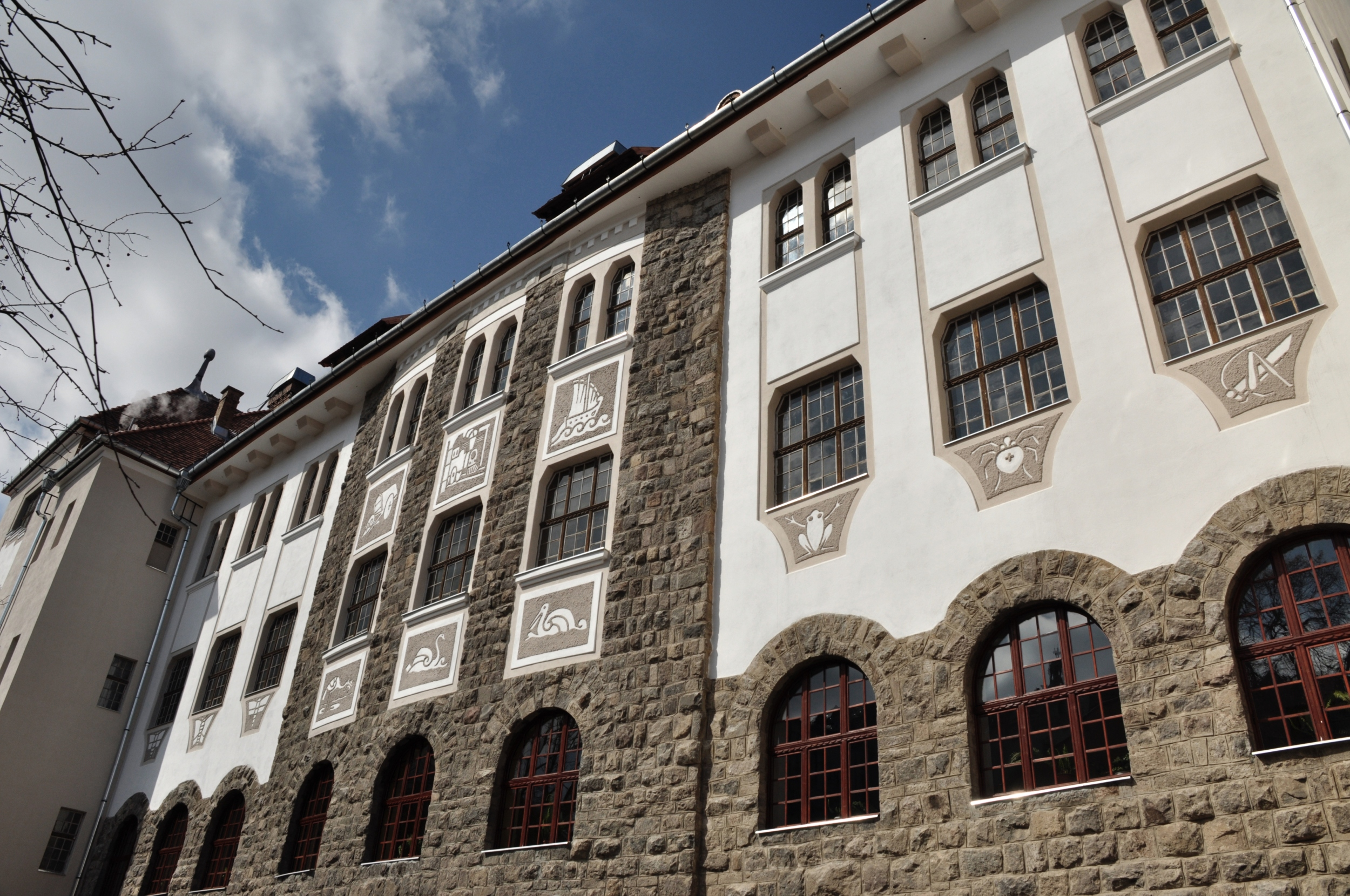
Új kollégium keleti homlokzata

## Története
Apafi Mihály erdélyi fejedelem kancellárja hagyatéklevelet írt : „Én Bethlen János szemem elött viselvén, hogy az Isten a világi mulandó jókban csak sáfárrá tett, keresztyén kötelességünk akarván vékony tehetségem szerént felelni, testamentumomban hattam volt az udvarhelyi orthodoxa scolának 1000 aranyat...”
Az alapítványt nemsokára megerősíti a fejedelem, majd pedig a nagyenyedi Zsinat.
1670-ben a protestáns erdélyi főnemesség képviselője, gróf Bethlen János, a frankfurti egyetem végzettje, Erdély kancellárja, Udvarhelyszék főkapitánya ezer aranyat adományozott a székelyudvarhelyi triviális (elemi fokú) iskola gimnáziumi rangra emelésére. Ugyanakkor természetbeni juttatások adományozásával (majorsággal, búzával) is segítette az új középiskolát. A Kollégium társalapítójának tekinthető gróf Bethlen János fia, gróf Bethlen Miklós is, aki az intézmény „Bethlen-adományból” kialakuló könyvtárát jelentősen kibővítette. Bethlen János és Miklós dolgozták ki a Kollégium alapszabályzatát is, amelyet XI Canonba foglaltak össze.
Az 1670 és 1900 közötti időszakban a Kollégium 43 gondnokából 15 személy a kollégium-alapító Bethlen család tagja, a 43. gondnok pedig Ugron János főnemes, Udvarhely vármegye alispánja volt.
1716-ban gróf Bethlen Dávid „ajándékozott egy nagy pecsétnyomót a kollégium számára, amelynek lapján egy rózsabokor van bevésve és körül e szavak : „Per spinas ad rosas”. Ezeket köríti egy szájában könyvet tartó kígyó, s kereken ez írat van: Sigillum gymnazii ref. Bethleniano - Udvarhlyjensis.”
A Kollégium másik jelentős gondnoka id. gróf Bethlen János, aki 1848-ban a székelység egyik vezéregyénisége volt.

## A kollégium híres rektorai, igazgatói, tanárai
Borosnyai Lukács János,
Szigethi Gyula Mihály,
Backamadarasi Kiss Gergely,
Csórja Ferenc,
Ifj. Bodola Sámuel,
Magyarosi Szőke József,
Sylvester Dénes,
Szabó György,
Kiss Ferenc,
Szakács Mózes,
Felegyházi Antal,
Bod Károly,
Gönczy Lajos,
Solymossy Endre,
Kovács Dániel,
Fejes Ákos,
Szabó András,
Bakóczi Károly,
Haáz F. Rezső,
Csefó Sándor,
Dr. Lévai Lajos,
Haáz Sándor, Antal Sándor. 
Cserei Mihály,
Benkő József,
Feleki Miklós,
Orbán Balázs,
Gyertyánffy István,
Felméri Lajos,
Bartha Miklós,
Benedek Elek,
Derzsi Kovács Ferenc,
Fülöp Áron,
Vajda Ferenc,
Nagy Lajos,
Seprődi János,
Ravasz László,
Viski Károly,
N. Bartha Károly,
Palló Imre,
Csanády György,
Bakk Elek,
Bíró Sándor,
id. Dávid Gyula,
Szigethy Béla,
ifj. Dávid Gyula,
Dávid László,
Bene József,
Rajk László,
Szabó Árpád ,
id. Hermann Gusztáv,
Kányádi Sándor,
Pál Árpád,
Csiky András,
Cseresnyés Gyula,
Toró Tibor,
Vánky Farkas.
Magyari Arnold,

## Külső hivatkozások
- http://refkol.nextra.ro